# Глухово (Полтавская область)
Глухово (укр. Глухове) — село, Черноглазовский сельский совет, Полтавский район, Полтавская область, Украина.
Код КОАТУУ — 5324086904. Население по переписи 2001 года составляло 118 человек.

## Географическое положение
Село Глухово находится в 3-х км от правого берега реки Полузерье,
в 0,5 км от села Бершацкое и в 1-м км от села Черноглазовка. По селу протекает пересыхающий ручей с запрудой.

## Экономика
- Молочно-товарная ферма.